# Five Brothers
Les Five Brothers sont une montagne de la Bloody Nose Ridge, située sur l'île de Peleliu dans l'État du même nom aux Palaos.

## Histoire
Le site fut l'objet d'une attaque lors de la bataille de Peleliu. En effet, le général Mueller se déplaça depuis la Hill 140 vers le sud afin de réduire une poche tenue par les forces japonaises. Des grottes, aménagées par l'armée japonaise, se trouvaient notamment sur les flancs de la montagne. La montagne fut finalement prise le 23 novembre.